# Ėrkin Šagaev
Ėrkin Maksudovič Šagaev (in russo Эркин Максудович Шагаев?; Tashkent, 12 febbraio 1959) è un ex pallanuotista sovietico, vincitore di una medaglia d'oro alle Olimpiadi di Mosca 1980. 
Ha allenato l'Australia ad Atene 2004.